# Purgatory (banda)
Purgatory es una banda musical de género rock metal de Indonesia, formada en 1991.

## Historia
La banda se formó por Hendrie (bajo/voz), Lutfie (guitarra), AL (Batería) y Arief (guitarras), como una banda de género death metal. Al principio formaron esta banda sin significados graves. No hay una fecha exacta de su formación, pero lo cierto es que había existido desde 1991. Solían interpretar temas musicales de otras banda musicales como Obituary y Sepultura. El nombre en sí de Purgatory fue inspirada de una película de terror titulada "A Nightmare on Elm Street". Había una escena de la película que mostraba la flecha que llevaba la palabra "PURGATORIO". Este L.T.F. fue inspirada cuando su pequeño hermano Al utilizó con el nombre "PURGATORY" como el nombre de su banda.
La banda lanzó su primer single titulado, "Abyss Call" en 1995. Su EP fue siguió con el lanzamiento de un álbum recopilatorio bajo el sello Rotocorp Records, titulado "Metalik Klinik I", se dieron a conocer con su primer tema musical titulado "Sakaratul Maut". Un año después, bajo la etiqueta de Rotocorp Records, la banda lanzó su primer álbum titulado, Ambang Kepunahan.

## Controversias
La banda se había enfrentado con problemas de nombres con otras bandas de otros países que llevaban el mismo nombre. Hubo un abogado en el extranjero, comentados a pedir de que la banda cambie de nombre, se dice que habían utilizado este nombre a principios del año 1999. Cuando en un momento, YouTube no existe todavía. 

## Discografía

### Álbumes de estudio
| Nombre del álbum    | Compañía             | Año  |
| ------------------- | -------------------- | ---- |
| Ambang Kepunahan    | Rotocorp Records     | 1999 |
| 7:172               | Sony Music Indonesia | 2003 |
| Beauty Lies Beneath | Dragdown Records     | 2006 |

### Miniálbumes
| Nombre del álbum | Compañía        | Año  |
| ---------------- | --------------- | ---- |
| Abyss Call       | (Self-Released) | 1995 |

### Compilaciones
| Nombre del álbum    | Compañía                   | Contribuciones                  | Año  |
| ------------------- | -------------------------- | ------------------------------- | ---- |
| Metalik Klinik I    | Rotocorp Records           | "Sakaratul Maut"                | 1998 |
| Metaloblast         | Morbid Noise Records       | "Dragdown"                      | 2004 |
| OST. Gerbang 13     | dE Records                 | "Inside You"                    | 2005 |
| Revolution of Sound | Sony BMG                   | "Inside You"                    | 2005 |
| The Art of Metal    | Century Media/Alfa Records | "Downfall (The Battle of Uhud)" | 2006 |